# Castillos (serie filatélica)
Castillos es el nombre de una serie filatélica emitida por la Sociedad Estatal Correos y Telégrafos de España entre los años 2001 y 2009, dedicada a los principales castillos que se encuentran en el territorio español. En total fueron puestos en circulación 25 sellos en 10 fechas de emisión diferentes.

## Descripción
| Fecha de emisión | Nombre del sello (descripción) | Dimensiones (mm) | Valor facial (en €) |
| ---------------- | --- | ---------------- | ------------------- |
| 20.04.2001       | 1) El Castillo de la Zuda en Tortosa (Tarragona) | 40,9 × 28,8      | 40 (0,24)           |
| 20.04.2001       | 2) El Castillo del Cid en Jadraque (Guadalajara) | 28,8 × 40,9      | 75 (0,45)           |
| 20.04.2001       | 3) El Castillo de San Fernando en Figueras (Gerona) | 28,8 × 40,9      | 155 (0,93)          |
| 20.04.2001       | 4) El Castillo de Montesquiu en la comarca de Osona (provincia de Barcelona) | 28,8 × 40,9      | 260 (1,56)          |
| 08.04.2002       | 1) El Castillo de Bañeres de Mariola en la provincia de Alicante | 40,9 × 28,8      | 0,25                |
| 08.04.2002       | 2) El Castillo de Sotomayor en la provincia de Pontevedra | 40,9 × 28,8      | 0,50                |
| 08.04.2002       | 3) El Castillo de Doña Urraca en la localidad de Calatorao (Zaragoza) | 40,9 × 28,8      | 0,75                |
| 17.05.2003       | 1) El Castillo de San Felipe (Ferrol) en Ferrol (La Coruña) | 40,9 × 28,8      | 0,26                |
| 17.05.2003       | 2) El Castillo de Cuéllar en Cuéllar (Segovia) | 40,9 × 28,8      | 0,51                |
| 17.05.2003       | 3) El Castillo de Montilla en Montilla (Córdoba), demolido en 1508. Sello con motivo de los 200 años de las batallas de Ceriñola y del Garellano a cargo de Gonzalo Fernández de Córdoba, el Gran Capitán, uno de los últimos residentes del castillo | 40,9 × 28,8      | 0,76                |
| 01.07.2004       | 1) El Castillo de Granadilla en la provincia de Cáceres, una fortaleza de sillería granítica del siglo XV | 40,9 × 28,8      | 0,27                |
| 01.07.2004       | 2) La fortaleza de la Mota en la lovalidad de Alcalá la Real (Jaén), ciudadela construida por los árabes del Al-Ándalus en el siglo VIII | 40,9 × 28,8      | 0,77                |
| 19.07.2004       | 1) El Castillo de Aguas Mansas en la localidad de Agoncillo (La Rioja), erigido entre los siglos XIII y XIV | 40,9 × 28,8      | 0,52                |
| 19.07.2004       | 2) El Castillo de Villafuerte de Esgueva en la localidad homónima (Valladolid), una fortaleza de planta cuadrada que data del siglo XV | 28,8 × 40,9      | 1,90                |
| 04.07.2005       | 1) El Castillo de Alcaudete en la localidad homónima (Jaén) | 40,9 × 28,8      | 0,78                |
| 04.07.2005       | 2) El Castillo de Molina de Aragón en la localidad homónima (Guadalajara) | 40,9 × 28,8      | 1,95                |
| 04.07.2005       | 3) El Castillo de Valderrobres en la localidad homónima (Teruel) | 40,9 × 28,8      | 2,21                |
| 08.09.2006       | 1) El Castillo de Baños de la Encina en la localidad homónima (Jaén), una fortaleza omeya del siglo X | 40,9 × 28,8      | 0,29                |
| 08.09.2006       | 2) El Castillo de Montgrí en Torroella de Montgrí (Gerona), una fortaleza del siglo XIV | 40,9 × 28,8      | 2,39                |
| 10.09.2007       | 1) El Castillo de Almenar en la localidad homónima (Soria), una fortaleza de origen árabe | 40,9 × 28,8      | 2,49                |
| 10.09.2007       | 2) El Castillo de Villena en la localidad homónima (Alicante), una fortaleza de origen árabe | 40,9 × 28,8      | 2,49                |
| 16.10.2008       | 1) El Castillo de Maqueda en la localidad homónima (Toledo) | 40,9 × 28,8      | 2,60                |
| 16.10.2008       | 2) El Castillo de La Calahorra en la localidad homónima (Granada) | 40,9 × 28,8      | 2,60                |
| 21.09.2009       | 1) El Castillo de Arévalo en la localidad homónima (Ávila) | 40,9 × 28,8      | 2,70                |
| 21.09.2009       | 2) El Castillo de Javier en la localidad homónima (Navarra) | 40,9 × 28,8      | 2,70                |